# قانون الجنسية النرويجية
يستند قانون الجنسية النرويجية على مبدأ حق الدم. بشكل عام تمنح السلطات النرويجية الجنسية لكل مولود من أب نرويجي، كما يستطيع الأجنبي الحصول على الجنسية لكن بشروط. ومنذ عام 2020 لا تقيد النرويج الحصول على جنسية متعددة.

## مواليد النرويج
بشكل عام، لا تمنح الولادة في النرويج، في حد ذاتها، الجنسية النرويجية لأن قانونها يستخدم حق الدم. توجد استثناءات للأشخاص عديمي الجنسية والأطفال المتخلى عنهم.

## التجنيس
بشكل عام، من الممكن التجنس كمواطن نرويجي بعد الإقامة في النرويج لمدة سبع سنوات على مدى السنوات العشر الماضية، وإذا كان مقدم الطلب مؤهلاً للحصول على الإقامة الدائمة وليس لديه سجل جنائي.
استثناءات:
- يجب على المتقدمين الذين لديهم سجل إجرامي الانتظار فترة «حجر صحي» أخرى تعتمد على الجريمة المرتكبة قبل منحهم الجنسية.
- يجوز لمواطني دول مجلس الشمال الأخرى التجنس بعد إقامة لمدة عامين فقط.
- إن الأزواج والشركاء المثليين في النقابات المدنية والشركاء المتعايشين غير المتزوجين للمواطنين النرويجيين قد يتجنسون في أسرع وقت ممكن لمدة أربع سنوات. الشرط هو أنهم أقاموا في النرويج ثلاث سنوات على الأقل من آخر عشر سنوات وأن عدد سنوات الإقامة وعدد سنوات الزواج، معًا، يساوي سبعة على الأقل.
- قد يحصل أطفال (دون سن 18 عامًا) من مواطني بلدان مجلس الشمال الأوروبي تلقائيًا على التجنس مع آبائهم. قد يحصل أطفال المواطنون المتجنسون من بلدان أخرى على الجنسية إذا كانوا قد أقاموا في النرويج على مدار العامين الماضيين.
- يمكن للمواطنين النرويجيين السابقين الحصول على الجنسية بعد عام واحد من الإقامة خلال العامين الماضيين.

اعتبارًا من 1 سبتمبر 2008 ، يجب على مقدم الطلب للحصول على الجنسية النرويجية تقديم دليل على الكفاءة في اللغة النرويجية أو اللغة السامية، أو تقديم دليل على حضور دروس في اللغة النرويجية لمدة 300 ساعة، أو تلبية متطلبات اللغة للدراسات الجامعية في النرويج (أي إظهار الكفاءة في واحدة من اللغات الاسكندنافية). ابتداء من 1 مارس 2014، يجب على المتقدم للحصول على الجنسية النرويجية اجتياز امتحان حول المجتمع النرويجي والقوانين والتاريخ.
من المتوقع عمومًا أن يثبت المواطن النرويجي المتجنس أنه فقد أو تخلى عن أي جنسية سابقة.).

## بالتبني
اعتبارًا من 1 سبتمبر 2006، يحصل الطفل الذي لم يبلغ سن 18 عامًا والذي تبناه مواطنون نرويجيون على الجنسية النرويجية تلقائيًا. في الحالات التي يتم فيها تبني الأطفال خارج النرويج، تكون موافقة الحكومة النرويجية مطلوبة.

## إسقاط الجنسية

### تزوير الهوية
قد يخسرها الأجانب الذين حصلوا على الجنسية النرويجية إذا تبين أنهم كذبوا بشأن أصولهم، وكان هذا هو الحال بالنسبة لحوالي 100 صومالي فقدوا مع أطفالهم المولودين في النرويج جنسيتهم وحقهم في الإقامة بعد أن تبين أنهم كانوا من الدول المجاورة. هاته الأفعال تعتبر إهانة للمجتمع النرويجي المبني على الثقة.

### النرويجيين المقيمين بشكل دائم خارج النرويج
يجب على المواطنين النرويجيين الذين حصلوا على الجنسية بالولادة ولكنهم أقاموا أقل من عامين في النرويج أو 7 سنوات في بلدان مجلس الشمال الأوروبي التقدم بطلب للاحتفاظ بالجنسية النرويجية قبل بلوغهم سن 22 سنة. لا يُطلب من المتقدمين التخلي عن جنسيات أخرى، ولكن يتعين عليهم إظهار «العلاقات الكافية» مع النرويج. في غالب الأحيان، يتم احتساب السفر المتكرر إلى النرويج أو كان قد قضى سنة دراسة في النرويج.

## جنسية مزدوجة
اعتبارًا من 1 يناير 2020 تسمح النرويج بالجنسية المزدوجة، وقبل ذلك التاريخ كان يُطلب ممن يحصل على الجنسية النرويجية أن يتخلى عن أي جنسية أخرى مع استثناءات محدودة جدًا.
وحسب القانون الجديد لا يفقد المواطن النرويجي الذي يحصل على جنسية أجنبي جنسيته النرويجية، ويمكن للمواطنين السابقين الذين فقدوا جنسيتهم النرويجية قبل هذا التاريخ (عند التجنس في بلد آخر) إعادة اكتسابها عن طريق التقدم بطلب رسمي.

## حرية السفر لمواطني النرويج

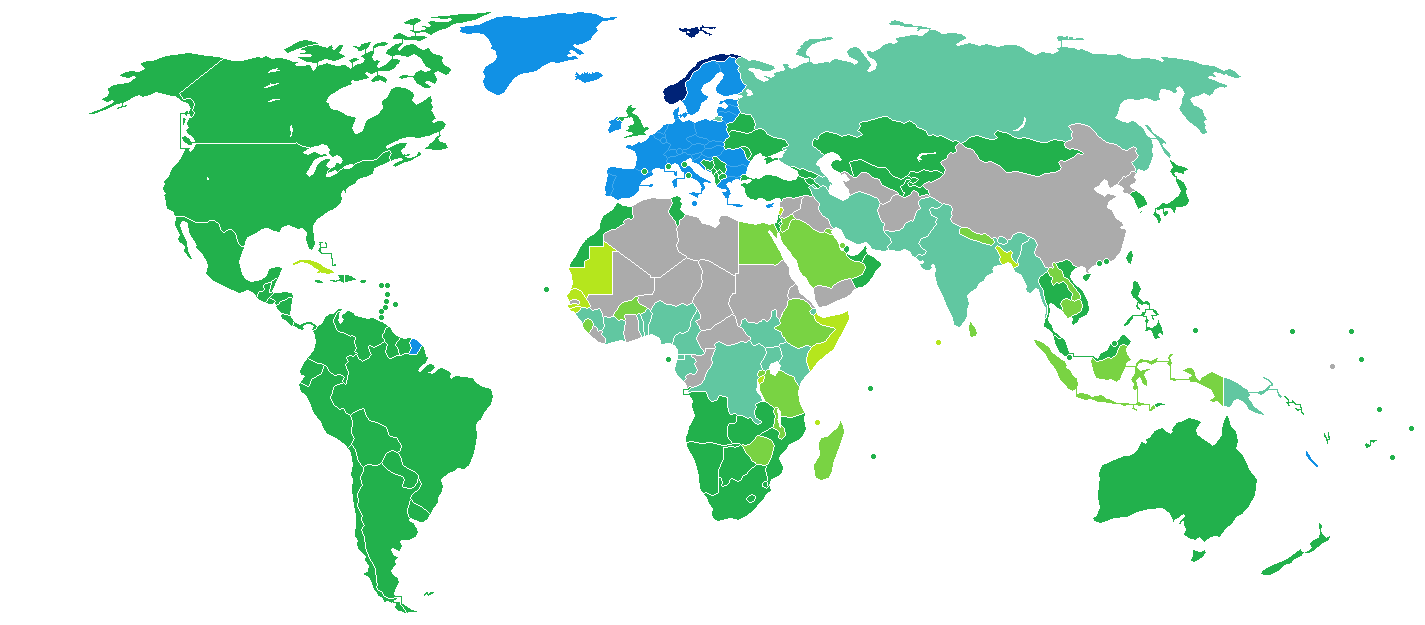
متطلبات الحصول على تأشيرة لمواطني النرويج
النرويج
حرية التنقل
تأشيرة بالمجان
تأشيرة عند الوصول
تأشيرة إلكترونية
يمكن الحصول على التأشيرة إما عبر الإنترنت أو عند الوصول
التأشيرة مطلوبة قبل الوصول

اعتبارًا من 1 يناير 2018، تتيح جوازات السفر النرويجية لحامليها دخول 173 دولة وإقليم بدون تأشيرة أو بتأشيرة دخول عند الوصول، لتحتل بذلك المرتبة الثالثة بين جوازات السفر الأقوى في العالم حسب مؤشر هينلي لجوازات السفر.

## روابط خارجية
- مديرية الهجرة النرويجية
- قانون الجنسية النرويجية (بالنرويجية)